# 米哈尔·胡吉克
米哈尔·胡吉克（捷克語：Michal Chudík，1914年9月29日—2005年4月24日），捷克斯洛伐克共产党领导人之一，安东宁·诺沃提尼的追随者。。

## 获奖
- 共和国勋章（1964年7月3日）[2]

## 著作
- 《Mária》 (1977)
- 《Nezbedníci》 (1984)
- 《Polomy》 (1984)
- 《Hora znova dýcha životom》 (1985)
- 《Hámornícky chlieb》 (1988)
- 《Žeravé dedičstvo》 (1991)